# 能登久
能登 久（のと ひさし、1897年（明治30年）4月5日 - 1980年（昭和55年）11月29日）は、大日本帝国陸軍軍人。最終階級は陸軍少将。

## 経歴
富山県出身。1920年（大正9年）5月、陸軍士官学校第32期卒業。陸軍砲工学校第29期を優等で卒業。東京帝国大学物理学科卒業。
北支那方面軍気象部長、陸軍技術本部附を経て、1941年（昭和16年）3月、陸軍大佐に進み、同年6月、陸軍技術本部課長となる。翌年の1942年（昭和17年）10月に第7陸軍技術研究所員に転じ、1945年（昭和20年）6月、陸軍少将に進んだ。
1947年（昭和22年）11月28日、公職追放仮指定を受けた。